# Blót

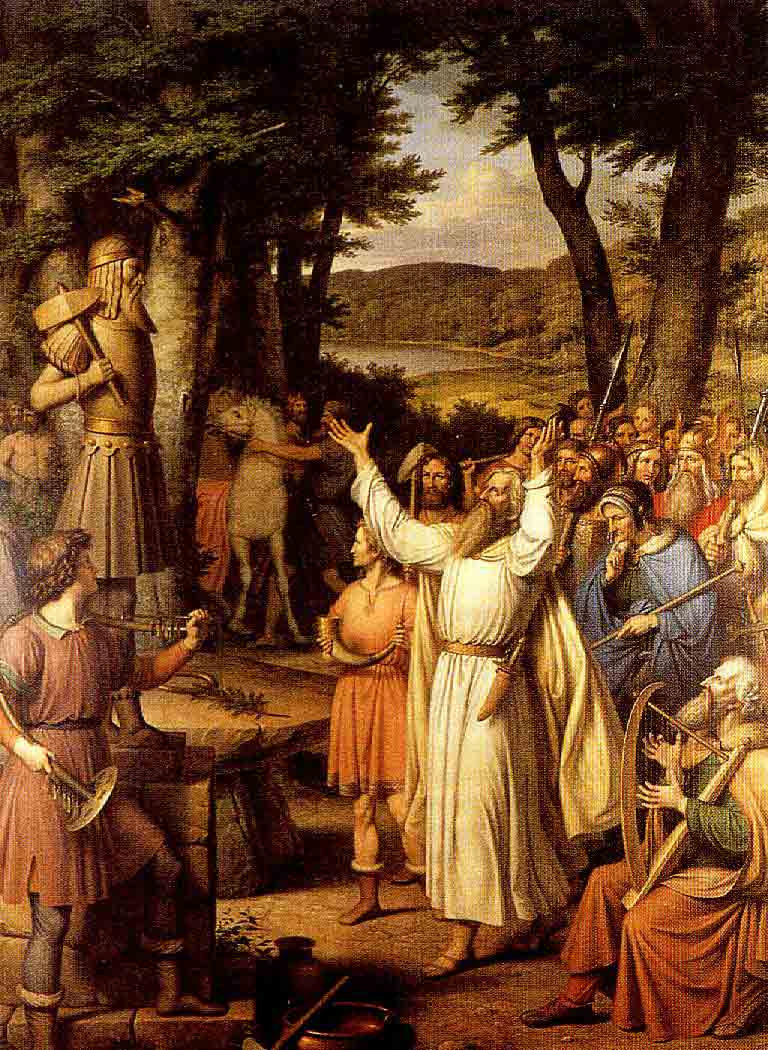
Darstellung eines Blót zu Ehren des Donnergottes Thor (Gemälde von J. L. Lund)

Das Blót ist das altnordische Opfer, also eine den Göttern gewidmete Kulthandlung.

## Etymologie
Das Substantiv Blót geht auf das altnordische Verb blóta zurück (vgl. gotisch und altenglisch blōtan, ahd. blōzan, bluozan oder pluozan). Diese Formen gehen auf ein urgermanisches Nomen *blōtą mit der Bedeutung „Opfern, Verehren“ zurück. Damit verbunden ist ein protogermanisches starkes Verb *blōtaną, das ebenfalls „opfern, verehren“ bedeutet. Der Begriff erscheint ebenfalls im Altnordischen als blót-hús „Haus der Verehrung“ und im Althochdeutschen als bluoz-hūz „Tempel“ belegt. Mit einem anderen Nominativaffix findet man denselben Wortstamm im protogermanischen Nomen *blōstrą „Opfer“ (belegt im gotischen *blostr in guþ-blostreis „Verehrer Gottes“ und althochdeutsch bluostar „Opfer“). Man geht davon aus, dass der Wortstamm mit dem urgermanischen Verb *blōaną „blasen, blühen, sprießen“ und dem Nomen *blōmô „Blüte“ in Verbindung gebracht werden kann.

## Andere Erklärungsversuche
Das Englische bless „segnen“ führt ein aengl. blǣdsian, blēdsian fort, von einem urgerm. *blōðisōjanan.
Jacob Grimm bespricht den Begriff im Kapitel 3, S. 31–33 seiner Deutschen Mythologie. Die ursprüngliche Bedeutung des Verbs ist schwer zu fassen, weil es von einer sehr verbreiteten Wurzel *bʰlā gebildet ist. Der Oxford English Dictionary verbindet es direkt mit dem Wort für „Blut“, in einer Bedeutung „mit Blut weihen“ (o. ä.) Grimm dagegen bestreitet diese direkte Ableitung.
Die letztlich zugrundeliegende idg. Wurzel ist *bʰlē-, die ein weites Bedeutungsspektrum von „wachsen, schwellen, blähen, sprießen, fließen, sprudeln“ usw. abdeckt. Das Blut (aisl. blōð, as. ags. blōd, ahd. bluot) wird als das „Sprudelnde“ gedeutet, von derselben Wurzel kommt auch ahd. blāt(t)ara, aengl. blǣdre „Blattern“, ahd. blāt, ags. blæd aisl. blǣr  „Wehen, Windstoß“, ahd. blāsan „blasen“", usw., ags. blǣd m. „Hauch“, n. „Blase“, f. „Blüte“, ahd. blāt „Blüte“.
Sophus Bugge hat etymologische Verbindung zum lat. flamen vorgeschlagen, was beide Wörter auf einen urindoeuropäischen Stamm *bʰlād- „plappern, murmeln“ oder*bʰlād(s)men zurückführen würde. Die Etymologie von flamen ist aber ihrerseits unsicher und wird heute meist anders gedeutet.
Grimm setzt es in der Bedeutung mit griech. thuein gleich. Wulfila benutzt das Verb transitiv, blôtan fráujan „den Herrn verehren“ (Deum colere, bereits ohne Gedanken an blutiges Tieropfer). Cædmon benutzt blôtan für "opfern, ein Opfer töten", mit dem Geopferten im Dativ (blôtan sunu „einen Sohn opfern“"). Das ahd. pluozan (Präteritum pliez und pluozta) begegnet nur in Glossen, für libare, victimare, immolare. Das zugehörige ahd. Substantiv ist pluostar, bluostar. Anders als im gotischen behält das aengl. und ahd. Wort seinen heidnischen Charakter und wird nicht auf den christlichen Kult angewendet. Auch im Altnordischen behält das Wort emphatisch heidnischen Charakter; so hat Trygdamâl svâ viða sem kristnir menn kirkior sækia, heiðnir menn hof blôta.
Im Mittelhochdeutschen stirbt das Wort weitgehend aus, scheint aber in einigen Wendungen zu überleben, wie etwa blotzen müssen, „blechen müssen“, d. h. „Geld opfern“, oder in blotz für ein altes Messer oder Schwert. Die Livländische Reimchronik (Vers 4683) scheint das fast schon vergessene Wort aber wieder im ursprünglichen Sinn zu verwenden, in einer Stelle über das Tieropfer bei den Samojeden: ir bluotekirl der warf zuo hant / sin lôz nâch ir alden site / zuo hant er bluotete alles mite / ein quek. (quek ist ein lebendiges Tier, bluetekirl ist entlehnt aus aschwed. blôtkarl „heidn. Priester“).
Ein anderer altnordischer Begriff für das Opfer ist húsl, húsel (aengl. húsl, húsul, húsel, got. hunsl, von einem idg. *kwnt-(e)l-). Damit verwandt ist das slawische Wort für „heilig“, *svętъ.

## Überlieferung
Zum Blót gibt es keine Quellen aus erster Hand. Als Blót werden sowohl regelrechte Feste, als auch einfache magische Segnungen bezeichnet. Wie ein Blót in der Form eines Festes vor sich ging, wird nur lückenhaft und von Autoren beschrieben, die selbst bei keinem heidnischen Blót anwesend gewesen sind. Als gesichert gilt, dass wesentlicher Bestandteil das Trinken des berauschenden Mets in der Gemeinschaft war. Geleitet wurde das festliche Blót vom örtlichen Machthaber, also einem Großbauern, einem Häuptling oder einem Jarl. Der König hatte keine notwendige Funktion im Kult. Das Fest wurde von den ansässigen Bauern auf einem geweihten Grund abgehalten, „hofs lönd“, der Vellkla hieß. Es kann sich dabei um die Halle des örtlichen Machthabers gehandelt haben.
Vorkommen
Die Geschichte des Heiligen Mauritius in den Heilagra manna sögur bezeichnet ein römisches Opferfest als „Blót“.
In der Kormaks saga segnet eine Zauberin den Gegner Kormaks auf dem Weg zu einem Holmgang, so dass er unverwundbar wird. Auch hier wird das Wort Blót verwendet.
Die Flateyarbók enthält eine Besiedlungsgeschichte Norwegens: Hversu Noregr byggðist (Wie Norwegen besiedelt wurde). Im ersten Kapitel wird ein König Þorri erwähnt, der über Gotland, Kvenland (nördlich oder östlich des Bottnischen Meerbusens) und Finnland herrschte. Er opferte für die Kvener, dass sie guten gführigen Schnee bekämen. Dieses Blót sollte mitten im Winter abgehalten werden. Die Zeit wurde daher Þorra-Monat, Þorri genannt. Es war der vierte Wintermonat, der von der Mitte des Januar bis zur Mitte des Februar dauerte. Davon wird heute noch das von den Isländern gefeierte Þorrablót abgeleitet.
Der bereits christliche König Magnus der Gute wurde in Trøndelag, das er eigentlich christianisieren wollte, von der Bevölkerung gezwungen, an dem Opferfest in Lade teilzunehmen, das ausdrücklich als Blót bezeichnet wird.
Im Älteren Gulathingslov wird das heidnische Blót unter Strafe gestellt.
In der Regel wird das „Opferfest von Uppsala“ hinzugerechnet, da der lateinische Text naturgemäß das Wort „blót“ nicht kennt, aber der beschriebene Vorgang auf das Blót passt.